# جولی بلکستاد
جولی بلکستاد (انگلیسی: Julie Blakstad؛ زادهٔ ۲۷ اوت ۲۰۰۱) بازیکن فوتبال اهل نروژ است که در حال حاضر برای باشگاه فوتبال هامارابی بازی می‌کند.
از باشگاه‌هایی که در آن بازی کرده است می‌توان به باشگاه فوتبال زنان منچستر سیتی اشاره کرد.
وی همچنین در تیم‌های ملی فوتبال زیر ۱۵ سال، یر ۱۶ سال، زیر ۱۷ سال، زیر ۱۹ سال، زیر ۲۳ سال و زنان نروژ بازی کرده است.

## دوران باشگاهی
او اصالتاً اهل اوستتاد در استانگه است و کارنامه حرفه‌ای خود را در باشگاه فوتبال اوستتاد در دسته ۳ آغاز کرد.

### فارت
در تابستان ۲۰۱۸، او به باشگاه فوتبال فارت در دسته ۱ رفت و در ارتقاء باشگاه به لیگ برتر فوتبال زنان نروژ، در آن پاییز بسیار فعال بود. او به‌طور قابل توجهی در سطح بالا ادامه داد و پس از رد پیشنهادهایی از حدود نیمی از باشگاه‌های لیگ برتری نروژ و همچنین درخواست‌هایی از باشگاه‌های خارجی، در سپتامبر ۲۰۱۹ اعلام شد که او آماده پیوستن به باشگاه فوتبال وینر به‌صورت قرضی است. فدراسیون فوتبال نروژ شکایتی دربارهٔ توافق قرضی از یک باشگاه دیگر دریافت کرد و پس از بررسی مجدد انتقال، این توافق لغو شد. بلکستاد بدین ترتیب فصل را در فارت به پایان رساند و به‌عنوان بازیکن جوان سال در لیگ برتر انتخاب شد.
قبل از فصل ۲۰۲۰، هیجان زیادی دربارهٔ مرحله بعدی در کارنامه بلکستاد وجود داشت. وینر هنوز هم می‌خواست این استعداد بزرگ را جذب کند، ولی او با باشگاه بزرگ چلسی در انگلستان تمرین کرد.

### روزنبورگ
در ژوئن ۲۰۲۰، خبر رسید که او با باشگاه فوتبال زنان روزنبورگ قرارداد امضا کرده است. او بلافاصله تأثیر خود را گذاشت و با گلی در نخستین بازی فصل جدید مقابل وینر، تاریخ‌ساز شد، این اولین گل پس از تبدیل شدن عقاب تروندهایم به روزنبورگ بود که به ثمر رسید. این فصل برای بلکستاد و روزنبورگ فوق‌العاده بود، که در طول فصل شکست‌ناپذیر بودند و مدال نقرهٔ لیگ را گرفتند. بلکستاد ۱۹ ساله برای بازیکن سال در لیگ برتر فوتبال زنان نروژ ۲۰۲۰ نامزد شد. کمیته نامزدی بیان کرد: «این استعداد فوق‌العاده برای چندین فصل تأثیرگذار بوده است… او بی‌باک، انفجاری و دارای ویژگی‌های هجومی در سطح بین‌المللی است. در جلو رفتن در زمین، او مهم‌ترین بازیکن رزنبرگ است و در بیش از یک سوم گل‌های تروندری‌ها در این فصل نقش داشته است.»
در ژانویه ۲۰۲۱، او در لیست ده بازیکن فوتبال یوفا که باید در ۲۰۲۱ زیر نظر داشتند، قرار گرفت. در حالی که او به بازی بزرگ خود در ۲۰۲۱ ادامه داد، بیشتر و بیشتر بر استعداد بزرگ او تأکید شد. مفسر فوتبال کاسپر ویکستاد بیان کرد که او شاید بزرگ‌ترین استعداد است که او به‌صورت زنده دیده است. در طول فصل، او به‌عنوان یکی از بهترین بازیکنان لیگ برتر نروژ شناخته شد و در عین حال خود را در تیم ملی بزرگ نروژ تثبیت کرد. او بار دیگر برای بازیکن سال نامزد شد و جایزه بازیکن جوان سال در ۲۰۲۱ را به‌دست‌آورد.

### منچستر سیتی
در ژانویه ۲۰۲۲، بلکستاد با باشگاه مشهور لیگ برتر فوتبال زنان انگلیس، باشگاه فوتبال زنان منچستر سیتی، قرارداد امضا کرد که به‌عنوان بزرگ‌ترین انتقال از فوتبال نروژ توصیف شد. چند روز بعد، او در پیروزی ۳–۰ مقابل تاتنهام در نیمه‌نهایی لیگ کاپ، اولین بازی خود را انجام داد.

#### هکن (قرضی)
در ۳۱ مارس ۲۰۲۳، بلکستاد با تیم بی‌کی هکن به‌صورت قرضی تا نیمه ژوئن ۲۰۲۳ قرارداد امضا کرد.

### هامارابی
در ۲۰ ژانویه ۲۰۲۴، بلکستاد با قهرمان لیگ برتر سوئد، هامارابی قرارداد امضا کرد. بلکستاد با قراردادی که تا ۳۱ دسامبر ۲۰۲۵ اعتبار دارد، معرفی شد.

## دوران ملی
در ۲۰۱۹، او بخشی از تیم زیر ۱۹ سال بود که در قهرمانی زیر ۱۹ سال زنان اروپا شرکت کرد. او در سه بازی گروهی خود بازی کرد اما زمانی که در جایگاه سوم گروه قرار گرفتند، حذف شدند. در مارس ۲۰۲۰، او همچنین بخشی از تیم زیر ۱۹ سال بود که در تورنمنت لا مانگا شرکت کرد.
در سپتامبر ۲۰۲۰، او برای اولین بار به تیم ملی بزرگسالان دعوت شد. اولین بازی او در ۲۷ اکتبر ۲۰۲۰ در خارج از خانه مقابل ولز بود، در مسابقه‌ای که نروژ بلیت ورود به یورو ۲۰۲۲ انگلیس را تأمین کرد. در ۱۶ سپتامبر ۲۰۲۱، بلکستاد اولین گل بین‌المللی خود را در پیروزی ۱۰–۰ مقابل ارمنستان در مقدماتی جام جهانی ۲۰۲۳ به ثمر رساند. در یورو ۲۰۲۲، او اولین گل تیمش را در این قهرمانی، در بازی افتتاحیه مقابل ایرلند شمالی به ثمر رساند. اولین بازی پس از یورو، بازی تعیین‌کننده برای پیروزی در گروه در مقدماتی جام جهانی ۲۰۲۳ مقابل بلژیک بود که با نتیجه ۱–۰ به پایان رسید و بدین ترتیب نروژی‌ها به جام جهانی ۲۰۲۳ راه یافتند، بلکستاد در ترکیب اصلی بود.